# Cerkev sv. Janeza in Pavla, Milje
Cerkev sv. Janeza in Pavla (italijansko Chiesa dei Santi Giovanni e Paolo) je katoliško bogoslužje v Miljah pri Trstu. Župnija je del dekanije Milje.

## Zgodovina
Cerkev, zgrajeno na ostankih starejše sakralne stavbe s tremi apsidami, je 29. decembra 1263 posvetil tržaški škof Arlong. Romanska stavba je bila sredi 15. stoletja obogatena z oblogo fasade iz belih kamnitih plošč, s čimer je nastal dragocen primer gotsko-beneškega sloga. Cerkev je bila med letoma 1444 in 1467 popolnoma predelana. Leta 1865 so fasado, ki ni bila v navpičnici, od rozete navzgor predelali in jo znižali za pol metra. Leta 1873 so podaljšali kor, leta 1877 pa so posvetili nov glavni oltar.

## Župniki
- Pietro Buran (1811–1819)
- Giambattista Zaccaria (1819–1820), župnijski upravitelj
- Floriano Ubaldini (1820–1835), župnijski upravitelj
- Giovanni Ubaldini (1835–1856), župnik
- Pietro Degrassi (1856), župnijski upravitelj
- Giuseppe Calice (1856–1859), župnik
- Giovanni Maria Derossi (1859–1860), župnijski upravitelj
- Carlo Mecchia (1860–1888), župnik
- Clemente Seubla (1888–1889), župnik
- Sebastiano Merlato (1889–1890), župnijski upravitelj
- Antonio Urbanaz (1890–1905), župnik
- Teobaldo Beacco (1905–1906), župnijski upravitelj
- Antonio Germek (1906–1912), župnijski upravitelj
- Giovanni Manega (1912), župnijski upravitelj
- Giuseppe Ziac, nato Ziani (1912–1928), župnijski upravitelj
- Mario Mizzan (1928–1962), župnik
- Giorgio Apollonio (1962–1996), župnik
- Giorgio Petrarcheni (1996–2010), župnik
- Silvano Latin (2010–2020), župnik
- Andrea Destradi (2020–danes), župnik